# ブルゴーニュ地域圏
ブルゴーニュ地域圏（ブルゴーニュちいきけん、Bourgogne）は、フランス東部のかつて存在した地域圏（région）。首府はディジョン。人口は 約162万人、総面積は 31.741 km2（1999年）。ブルゴーニュワインの産地として世界的に有名。英語では「バーガンディ」（Burgundy）、ドイツ語では「ブルグント」（Burgund）と呼ばれる。温暖な気候と平坦で耕作に適した土地など、恵まれた自然条件を活かして古くから農耕が盛ん。域内面積は日本の中国地方と、人口は鹿児島県と同程度。
2016年1月1日にフランシュ＝コンテ地域圏と統合され、ブルゴーニュ＝フランシュ＝コンテ地域圏となった。

## 行政区画

地図

| 名称                                  | 人口(人) | 州都/主府/本部    | 備考 |
| ------------------------------------- | -------- | ----------------- | ---- |
| コート＝ドール県 Côte-d'Or            | 522,000  | ディジョン Dijon  |      |
| ニエーヴル県 Nièvre                   | 229,000  | ヌヴェール Nevers |      |
| ソーヌ＝エ＝ロワール県 Saône-et-Loire | 554,000  | マコン Mâcon      |      |
| ヨンヌ県 Yonne                        | 342,000  | オセール Auxerre  |      |

## 地理
パリの東南部、リヨンの北部に位置する山がちの地方である。北流してセーヌ川に注ぐヨンヌ川と南流してローヌ川に注ぐソーヌ川の上流部に当り、1832年に完成したブルゴーニュ運河によってヨンヌ川とソーヌ川が結ばれ、大西洋と地中海が連絡した。

## 歴史

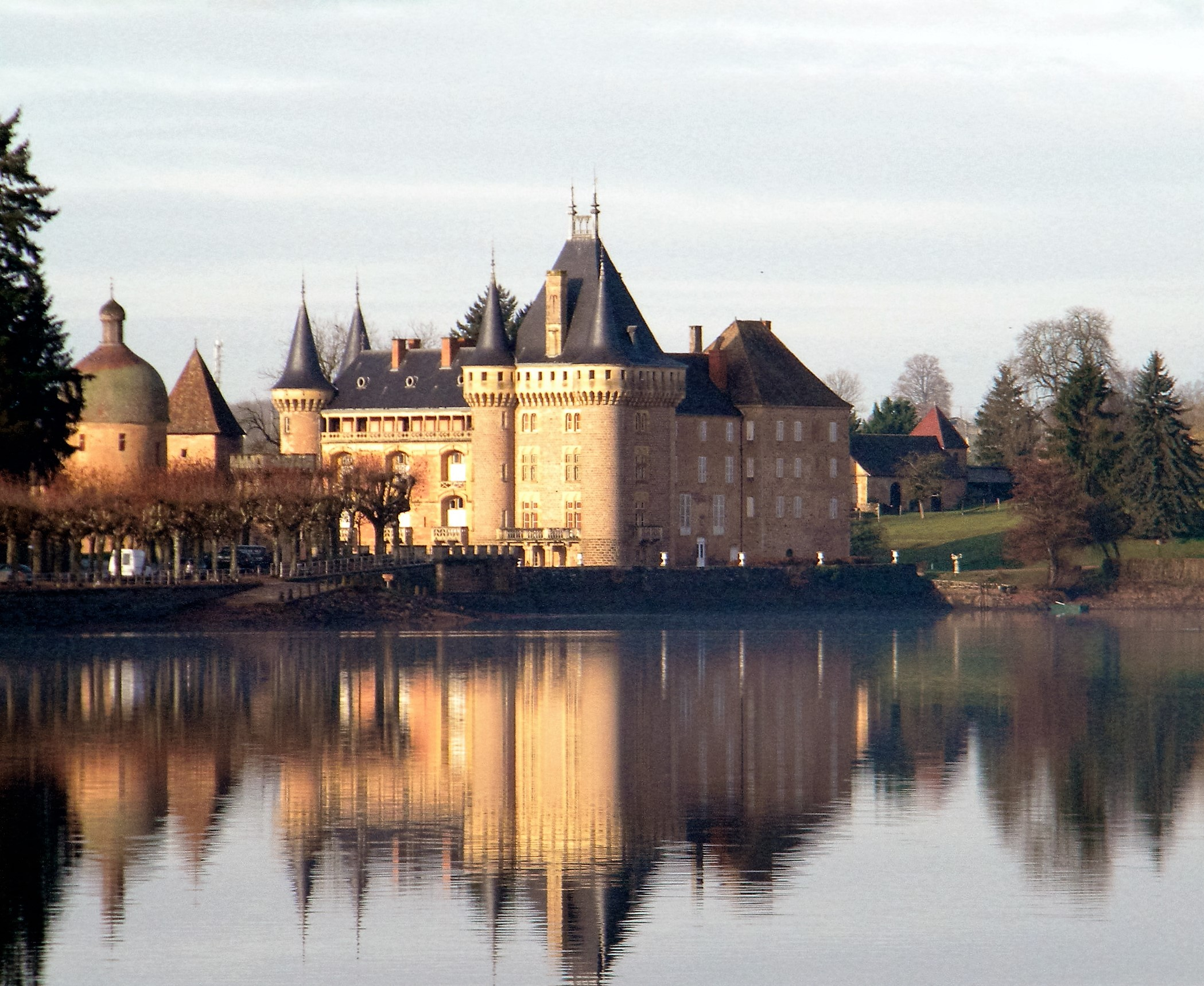
ラ・クレイェット城

ブルゴーニュの地名は中世初期にこの地方を支配したゲルマン人の一派ブルグント族に由来する（上述のようにドイツ語では今でもブルゴーニュをブルグントと呼ぶ）。この地方には欧州中世史上重要な意義をもつクリュニー修道院やシトー修道院などが創設された。その後、フランス王国の分封国（アパナージュ）としてブルゴーニュ公国となり、14世紀後半からのフィリップ豪胆公、ジャン無畏公、フィリップ善良公の時代には、欧州の経済先進地帯であった低地地方ブラバント、エノー、ホラント、ゼーラントなど（現在のベルギー、オランダ）を次々と併合し、隆盛を極めた。シャルル豪胆公（在位：1467年 - 1477年）没後に男系男子が絶え、ブルゴーニュはヴァロワ朝フランスに、一部はハプスブルク家に併合された。

## 文化

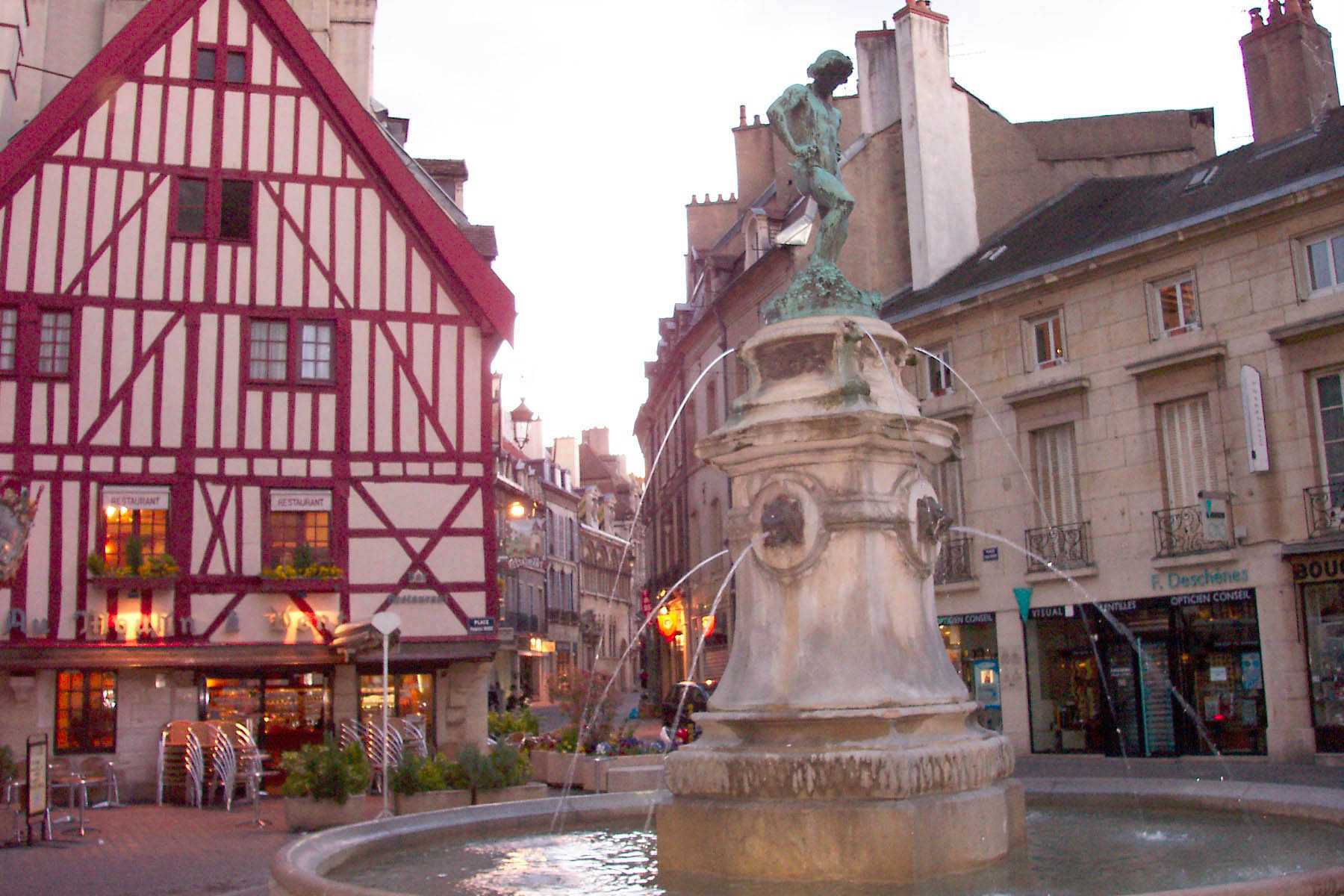
ディジョン

### 食文化
ブルゴーニュ地方を代表する料理としてはブフ・ブルギニョン（牛肉の赤ワイン煮込みブルゴーニュ風）が最も有名であり、これはブルゴーニュ地方に限らずフランスの代表的な家庭料理となっている。このほかディジョンを主要産地としたマスタード（ムータルド・ド・ディジョン）、コック・オー・ヴァン（鶏肉の赤ワイン煮）、エスカルゴ、ウフ（ウ）・アン・ムーレット（赤ワインソースで作るポーチドエッグ）も有名である。エポワスやブレス・ブルーというチーズも名産。

### ブルゴーニュワイン

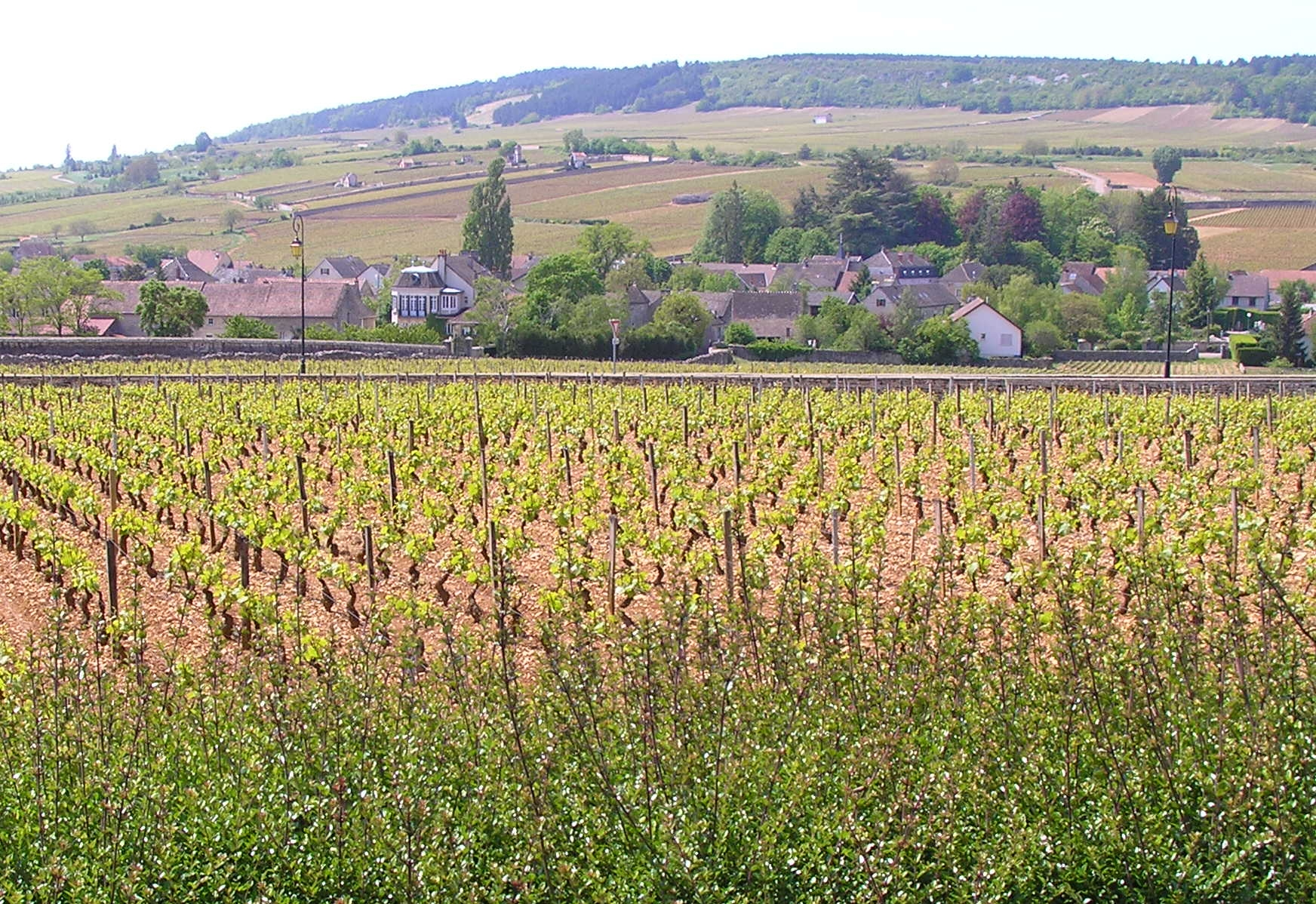
シャルドネぶどう畑

ブルゴーニュ地方は、ボルドーと並ぶワインの銘醸地である。ボルドーと比べ小規模な個人経営の農園が多いことが特徴。コート＝ドール県を中心に生産されるワインは、主に赤はピノ・ノワール種、白はシャルドネ種のぶどうで作られる。その他にガメイやアリゴテ、ピノ・ブランなども使用される（ワインに使用できるぶどう品種はそれぞれのAOCによって規定されている）。世界で最も高価なワインとされるロマネ・コンティなど、著名なワインが数多く存在する。